# Холлер, Моника
Моника Холлер (швед. Monica Holler,  род. 15 мая 1984, Лаксо, Эребру) — шведская профессиональная велогонщица, выступавшая с 2005 по 2012 годы.

## Карьера
В 2002 году Холлер заняла третье место на чемпионате мира среди юниоров в Золдере. 
В 2004 году она стала чемпионкой Европы в групповой гонке (U23) и заняла второе место на чемпионате Швеции по шоссейному велоспорту в групповой гонке.
В 2005 году заняла второе место чемпионате Швеции в индивидуальной гонке.
В 2006 году она выиграла «Жемчужину Велюве» и заняла третье место на Опен Воргорда RR.
В 2009 году Моника Холлер заняла второе место в многодневке Трофи д’Ор.

## Достижения
2001
 Чемпионат Швеции — групповая гонка (U19)
2002
 Чемпионат Швеции — групповая гонка (U19)
 Чемпионата мира — групповая гонка (U19)
3-я на Чемпионате Швеции — индивидуальная гонка (U19)
2004
 Чемпионата Европы — групповая гонка (U23)
2-я на Чемпионат Швеции — групповая гонка
2-я на Чейтрампет
2005
 Серебряная медаль Чемпионата Европы — групповая гонка (U23)
2-я на Чемпионате Швеции — индивидуальная гонка
2-я на Туре Берна
2-я на Чейтрампет
3-я на Гран-при Плуэ — Бретань
2006
Жемчужину Велюве
2-я на Чемпионат Швеции — групповая гонка
 Чемпионата Европы — групповая гонка (U23)
3-я на Опен Воргорда RR
2007
Чейтрампет
3-й этап Альбштадт-Фрауэн-Этаппенреннен
2-я на Омлоп Хет Ниувсблад
2008
6-й этап Джиро ди Тоскана — Мемориал Микелы Фанини
2-я на Туре Берна
2-я на Туре Нюрнберга
2009
1-й этап Трофи д’Ор
1-й этап (TTT) Джиро ди Тоскана — Мемориал Микелы Фанини
3-я на Гран-при Швейцарии
4-я на Опен Воргорда RR
2010
6-й этап Трофи д’Ор

### Статистика выступления наГранд-турах
| Гонка / Год          | 2006 | 2007 | 2008 | 2009 |
| -------------------- | ---- | ---- | ---- | ---- |
| Рут де Франс феминин | 17   | —    | —    | —    |
| Тур де л'Од феминин  | —    | —    | 58   | 68   |
| Джиро д’Италия Донне | 78   | 87   | 77   | 95   |

### Международные соревнования
| Чемпионат мира       |     |     |     |   |     |
| индивидуальная гонка | DNF | DNF | DNF | — | DNF |

## Рейтинги
| Год                 | 2009 | 2010  | 2011  |
| ------------------- | ---- | ----- | ----- |
| Мировой рейтинг UCI | 64-й | 127-й | 237-й |
|                     |      |       |       |
| Источник: UCI       |      |       |       |

## Награды
- Золотые часы от издания Nerikes Allehanda[англ.] (2004)[2].